# Germicida

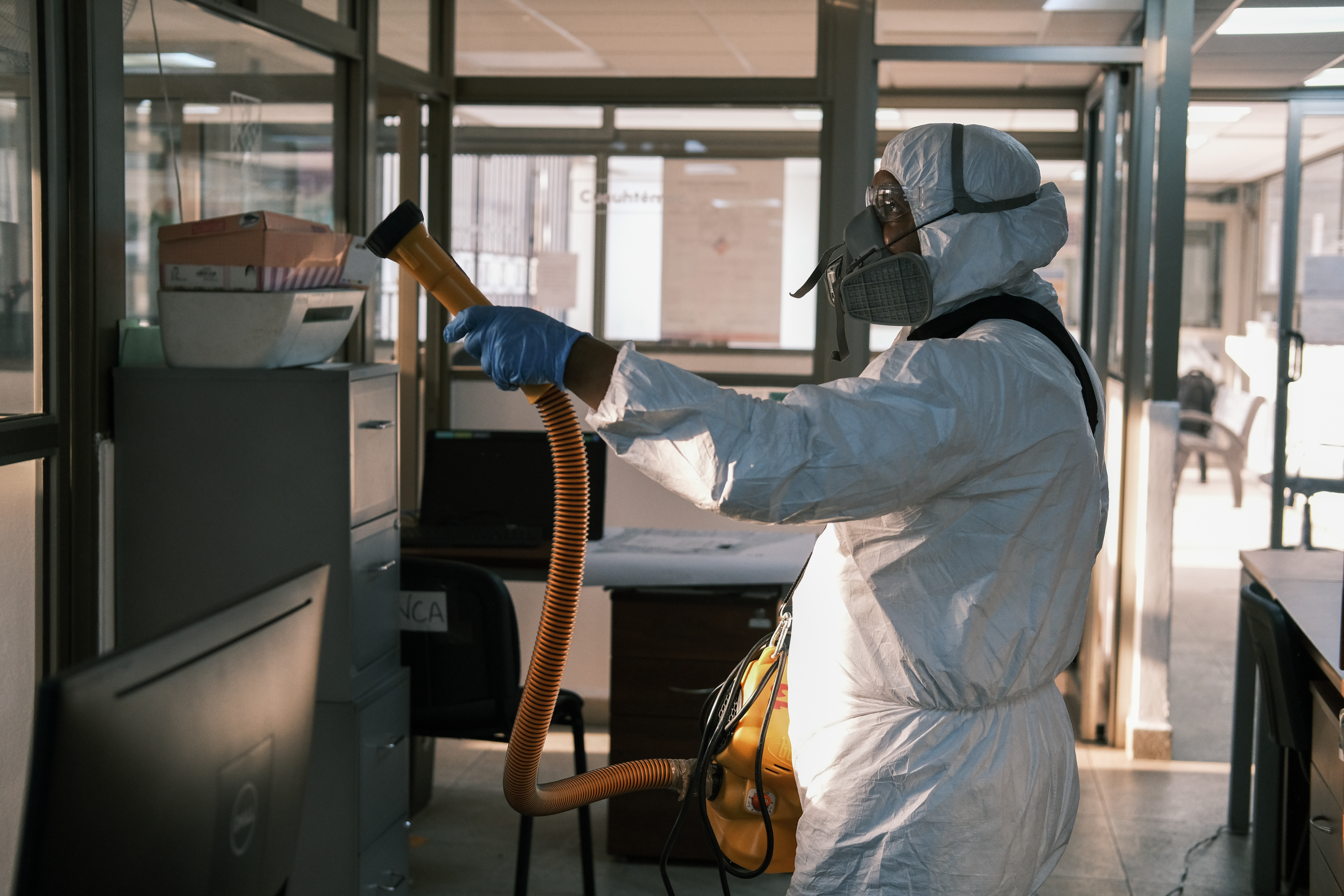
Un trabajador aplicando sustancias desinfectantes en un edificio de gobierno de la Ciudad de México durante la pandemia de coronavirus.

Un germicida es un compuesto que reduce, pero no necesariamente elimina los microorganismos del medio ambiente y objetos inanimados. Son generalmente utilizados en contacto con alimentos. Los germicidas son sustancias que reducen el número de microorganismos a un nivel seguro. Debe tener propiedades  antimicrobianas y se aplican a los objetos no vivos para destruir los microorganismos, de las cuales el proceso que se conoce como la desinfección.
La principal diferencia entre un desinfectante y un germicida es que, en un determinado uso de la dilución, el desinfectante debe tener una mayor capacidad para matar bacterias patógenas en comparación con la de un germicida. Una versión oficial y legal establece que un desinfectante debe ser capaz de eliminar el 99,999 %, conocido como una reducción logarítmica de 5, de una población bacteriana de prueba, y de hacerlo dentro de 30 s, otra diferencia entre desinfectante y germicida es que este último no es capaz de destruir esporas o virus.

### Nota terminológica
A raíz de la pandemia de COVID-19 se ha popularizado en ciertos medios el término 'sanitizante' y el verbo 'sanitizar', los cuales son calcos semánticos provenientes del verbo inglés to sanitise. Algunos fabricantes han empleado el término para referirse a los geles desinfectantes y las sustancias relacionadas con la eliminación del virus, para reflejar un nivel mayor de actualidad y posicionarse entre el público juvenil y adolescente, proclive a la adopción de términos provenientes del inglés, como sucede con parte importante de los anglicismos que han ganado popularidad. Sin embargo, tanto la Fundéu como la RAE, redactores de diversos medios de comunicación y otras entidades se han pronunciado al respecto, haciendo énfasis en lo innecesario de la adopción del término y que existen muchos otros términos que lo reemplazan, como desinfectante, germicida, biocida, antiséptico, y los verbos desinfectar, higienizar y, en términos más estrictos relativos a la desinfección en el ámbito quirúrgico y sanitario, esterilizar.

## Propiedades
Un germicida perfecto es el que ofrece una buena esterilización, sin dañar otras formas de vida, debe ser barato, y no ser corrosivo. Lamentablemente, los germicidas o desinfectantes ideales no existen. La mayoría de los desinfectantes son también, por su propia naturaleza, potencialmente perjudiciales (incluso tóxicos) para los seres humanos o los animales. Deben ser tratados con el cuidado apropiado. La mayoría vienen con las instrucciones de seguridad impresas en el envase, que debe leerse en su totalidad antes de usar el reactivo. La mayoría de los materiales con poder bactericida contienen cloruro de benzalconio o el  Benzoato de denatonio, también conocido con su nombre comercial bitrex entre otros, los cuales son sustancias amargas diseñadas para desalentar la ingestión, como una medida de seguridad añadida. Los que se utilizan en interiores no deben mezclarse con otros productos de limpieza, porque pueden ocurrir reacciones químicas secundarias. Son utilizados con frecuencia en hospitales, clínicas dentales, cocinas y cuartos de baño, en industrias del ramo alimentario, etc., para matar organismos infecciosos.
La elección de la solución germicida que se utilizará depende de la situación particular. Algunos tienen un amplio espectro (matan a casi todos los microorganismos), mientras que otros matan a un campo más reducido de organismos que causan enfermedades, pero se prefieren por sus otras propiedades (como no ser corrosivos ni tóxicos, o de bajo coste).
La esterilización por la luz solar (ultravioleta) es de gran utilidad, pero no siempre es factible. A pesar de la dependencia de los productos químicos, la higiene básica con productos germicidas o desinfectantes, tanto en la industria como en el hogar va en aumento, pues garantiza una mayor limpieza en la elaboración de productos —un pilar de la seguridad de los alimentos al evitar el rápido crecimiento de las colonias bacterianas y el control de enfermedades provocadas por los gérmenes que se alojan en cualquier lugar donde existan las condiciones propicias para su reproducción—.

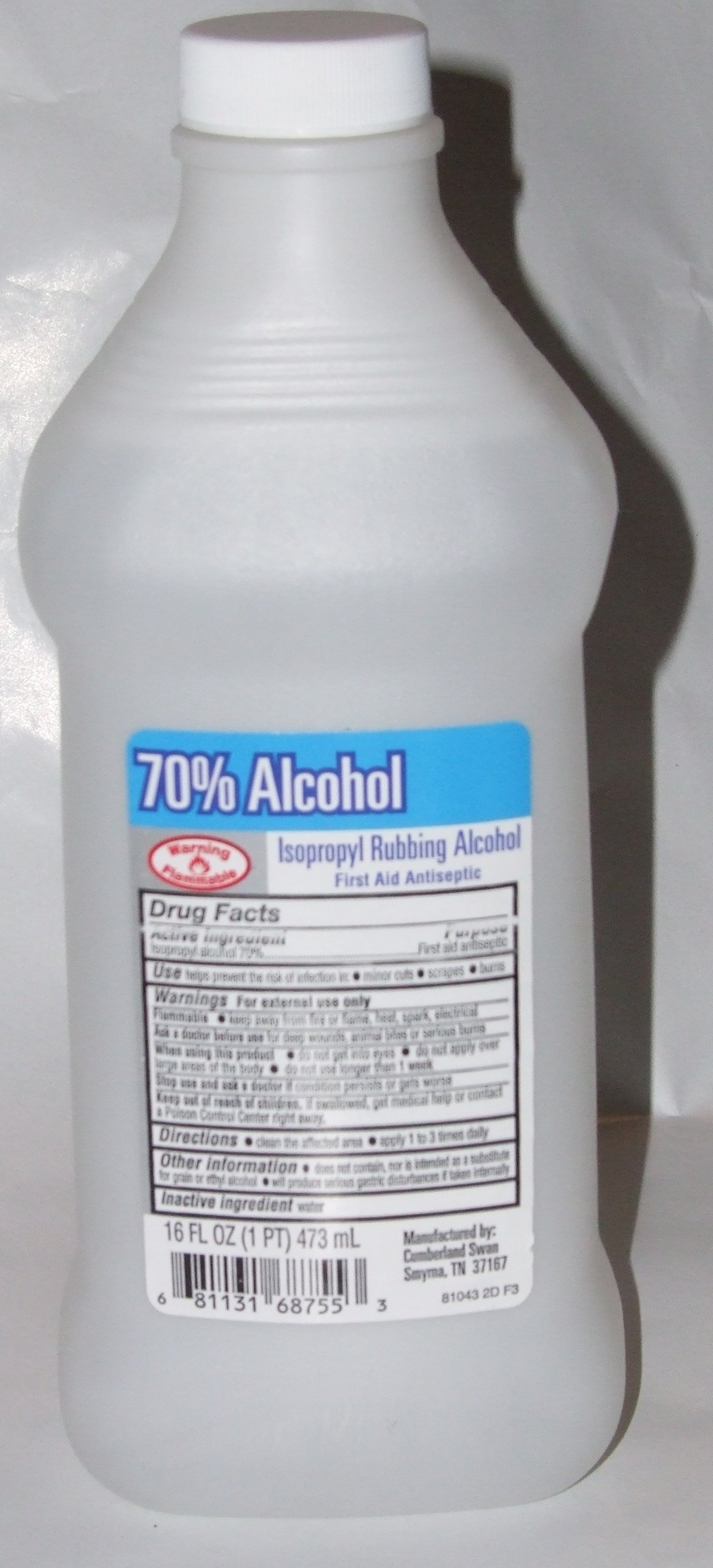
El alcohol, un eficaz germicida y antiséptico.

## Tipos de germicida

### Alcoholes
Alcoholes que por lo general son el etanol o el isopropanol, al ser más volátiles se evaporan con rapidez, además de tener un amplio poder microbicida para una mejor desinfección, no son corrosivos, pero puede poseer un riesgo de incendio. También tienen limitada actividad residual debido a la evaporación, lo que resulta en un breve contacto, y tienen una limitada actividad en presencia de material orgánico. Los alcoholes son más eficaces en combinación con agua purificada —el alcohol isopropílico del 70 % o el alcohol etílico del 62 % es más efectivo que el alcohol del 95 %—. El alcohol no es eficaz contra hongos o esporas bacterianas.

### Aldehídos
Aldehídos, como glutaraldehído, son buenos microbicidas, esporicidas y fungicidas, que no dejan casi residuos aunque se inactivan parcialmente en presencia de compuestos orgánicos.

### Halogenuros
- Cloramina-T: se utiliza en el tratamiento de agua potable en lugar del cloro, ya que produce un menor número de subproductos derivados de la desinfección. Mantiene su acción antibacteriana incluso después de que el cloro se haya agotado.

- Cloro: se utiliza para desinfectar piscinas, y se agrega en pequeñas cantidades al agua potable para reducir las enfermedades transmitidas por el agua.
- Hipocloritos: (hipoclorito de sodio), a menudo en forma de cloro de uso doméstico común, se utilizan en el hogar para la desinfección de los desagües, y aseos. Otros hipocloritos, como hipoclorito de calcio también se utilizan, sobre todo como aditivo de piscinas. Las soluciones de hipobromito son también usadas para el mismo objetivo.

- Yodo: suele disolverse en un disolvente orgánico o como solución de yodo de lugol. Se utiliza en la industria avícola. Se agrega al agua potable para las aves. Aunque es poco recomendada porque aumenta el tiempo de curación, la tintura de yodo también se ha utilizado como un antiséptico para la piel en cortes y raspaduras.

### Fenoles
Los fenoles son ingredientes activos en algunos germicidas del hogar. También se encuentran en enjuagues bucales y en algún jabón para manos.
- Fenol: es probablemente el germicida más antiguo que se conoce, ya que fue usado por primera vez por Joseph Lister, cuando se llamaba ácido carbólico. Es bastante corrosivo para la piel y a veces, las personas son sensibles a sus vapores tóxicos.
- o-fenilfenol: se utiliza a menudo en lugar de fenol, ya que es menos corrosivo.
- Hexaclorofenol: es un compuesto fenólico que fue utilizado como aditivo germicida en algunos productos para el hogar, pero fue prohibido debido a la sospecha de efectos nocivos.

### Compuestos de amonio cuaternario
Los compuestos de amonio cuaternario (Quats), como el cloruro de benzalconio, forman un gran grupo de compuestos relacionados. Algunos han sido utilizados como germicidas de bajo nivel. Son eficaces contra las bacterias, pero no sirven contra algunas especies de bacterias Pseudomonas, o en esporas bacterianas. Los quats son biocidas que también matan a las algas y se utilizan como aditivos a gran escala en sistemas de abastecimiento de agua industrial para reducir al mínimo el crecimiento de gérmenes biológicos. Los compuestos de amonio cuaternario también pueden ser germicidas eficaces contra los virus.

## Proceso de desinfección
Un proceso de desinfección constará de todas o alguna de las etapas siguientes:
- Enjuague, con lo que se consigue la eliminación de la suciedad excesiva de las instalaciones.
- Limpieza, con la que se aplican sustancias detergentes con el fin de eliminar la suciedad adherida a las superficies. Para ello es necesario vencer las fuerzas de adhesión de las sustancias contaminantes, resultado de interacciones electrostáticas y electrodinámicas.
- Aclarado, para la eliminación de las sustancias detergentes empleadas en la limpieza.
- Desinfección o aplicación de sustancias desinfectantes para la destrucción de microorganismos.
- Aclarado final para la eliminación de los desinfectantes aplicados anteriormente.